# Dioh Williams
Dioh Williams est un footballeur libérien, né le 8 octobre 1984 à Monrovia au Liberia. Il évolue comme attaquant.

## Palmarès
Vierge